# Hat Island (Washington)
Hat Island es un lugar designado por el censo ubicado en el condado de Snohomish en el estado estadounidense de Washington. En el año 2020 tenía una población de 91 habitantes.

## Geografía
Hat Island se encuentra ubicado en las coordenadas 48°0′48″N 122°19′14″O / 48.01333, -122.32056.